# Programowanie kontraktowe
Programowanie kontraktowe (ang. Design by contract, DbC) – w programowaniu, metoda organizowania kodu źródłowego programu, polegająca na takim ułożeniu go, aby nie tylko było jasne, jak program ma działać, lecz także, aby można było zweryfikować istnienie określonych założeń dotyczących konkretnych elementów programu (funkcje, struktury, klasy, moduły, itp.).
Programowanie kontraktowe jest wymarłym określeniem, które jest niczym innym jak opisaniem procesu wykorzystania weryfikacji i walidacji danych.

## Historia
Określenie to zostało wprowadzone przez Bertranda Meyera, w odniesieniu do projektu jego języka programowania Eiffel, w artykułach, począwszy od roku 1986, a także w edycjach z lat 1988 i 1997 swojej książki pod tytułem „Object-Oriented Software Construction”. W 2004 roku przyznano Eiffel Software znak towarowy Design by contract, W związku z tym, w źródłach anglojęzycznych można się również spotkać z określeniami Programming by contract i Contract programming.

## Założenia
Programowanie zakłada, że elementy programu powinny odnosić się do siebie na zasadzie kontraktów, czyli:
- Każdy element powinien zapewniać określoną funkcjonalność i wymagać ściśle określonych środków do wykonania polecenia.
- Klient może użyć funkcjonalności, o ile spełni zdefiniowane wymagania.
- Kontrakt opisuje wymagania stawiane obu stronom.
- Element zapewniający funkcjonalność powinien przewidzieć sytuacje wyjątkowe, a klient powinien je rozpatrzyć. W niektórych językach wychwytywanie wyjątków ma charakter obowiązkowy (np. Java), inne pozostawiają programiście wybór.

## Sprawdzenie danych wejściowych i wyjściowych
Głównym mechanizmem programowania kontraktowego jest weryfikacja danych przesyłanych do funkcji i jej wyniku. Sprawdzanie danych wejściowych jest bardzo powszechną praktyką, stosowaną nawet w językach nieposiadających specjalnie przygotowanych do tego konstrukcji. Znacznie rzadsza jest kontrola zwracanej wartości. Konstrukcję do sprawdzenia danych wejściowych i wyjściowych zapewnia między innymi język D:
```
double
 
divide
(
double
 
dividend
,
 
double
 
divisor
)

in
{

  
assert
(
divisor
 
!=
 
0
);

}

out
 
(
result
){

  
assert
(
result
 
<
 
10
);

}

body
{

  
return
 
dividend
/
divisor
;

}

```

Funkcja ta najpierw sprawdzi, czy drugi argument jest równy zeru, jeśli tak, zwróci wyjątek; jeśli nie, podzieli pierwszy argument przez drugi. Następnie sprawdzi, czy wynik jest mniejszy od 10. Jeśli okaże się mniejszy, funkcja zwróci wartość. W przeciwnym wypadku zwróci wyjątek.
Za szczególny przypadek kontroli danych wyjściowych można uznać również test jednostkowy.